# 연초 도매상
연초 도매상(The Sot-Weed Factor)은 미국 소설가 존 바스의 1960년도 소설이다. 바스의 포스트모더니즘 문학의 시작이다. 연초 도매상은 영국 태생의 시인 에브니저 쿠크(1665-1732)의 풍자시인 '연초 도매상 또는 메릴랜드로의 항해'(1708)로부터 제목을 빌려 왔다. 에브니저 쿠크의 상세한 전기에 대해서는 알려진 바가 거의 없다.
한국에서는 이운경이 번역해 민음사에서 출판했다.
소설은 런던과 식민지 메릴랜드의 1680-90년대의 상황에 대한 풍자적 서사로서, 픽션 속 인물로 가공화된 에브니저 쿠크의 일대기에 대해 다룬다. 에브니저 쿠크는 '메릴랜드의 계관시인'이라는 칭호는 볼티모어의 3대 백작 찰스 캘버트로부터 하사받으며, 식민지 메릴랜드를 찬사하는 노래를 쓸 것을 명받는다. 그는 메릴랜드로 향하는 길에서, 그리고 메릴랜드에서 모험을 겪는데, 그 와중에 숫총각으로 남기 위해 발버둥친다. "톰 존스 처럼" 복잡한 플롯은 수많은 탈선들과 이야기 속 이야기들에 의해 더욱 더 꼬여 들어 간다. 헨리 필딩, 로렌스 스턴, 토비아스 스몰렛 등과 같은 18세기 소설가들의 글쓰기에서 정형화된 양식으로 쓰였다.

## 같이 보기
- 미국 문학